# Litsea psilophylla
Litsea psilophylla är en lagerväxtart som beskrevs av André Joseph Guillaume Henri Kostermans. Litsea psilophylla ingår i släktet Litsea och familjen lagerväxter. Inga underarter finns listade i Catalogue of Life.